# Edmund Płoski
Edmund Walenty Płoski, ps. Blondyn, Blondynek, Edmund (ur. 26 października 1859 w Turowie, zm. 4 października 1942 w Makowie Mazowieckim) – polski prawnik, działacz socjalistyczny. Współtworzył I Proletariat jako członek jego komitetu centralnego, był bliskim współpracownikiem Ludwika Waryńskiego. 

## Życiorys
Syn Aleksandra Płoskiego i Faustyny z Płoskich. Siostra Maria Anna primo voto Miczyńska, secundo voto Gnyszyńska (1864–1949) również uczestniczyła w Proletariacie. Uczył się w progimnazjum w Pułtusku, a potem w gimnazjum w Płocku. Od 1878 studiował prawo na Uniwersytecie Petersburskim. W 1881 aresztowany w związku ze sprawą Tiełłałowa. Ponownie aresztowany w 1883 roku, osadzony w Cytadeli, w końcu wywieziony na 16 lat katorgi na Sachalinie. Powrócił do kraju, przed II wojną światową, był m.in. prezesem Sądu Okręgowego we Włocławku. 30 maja 1930 przeniesiony w stan spoczynku.
Zmarł 4 października 1942 w Makowie Mazowieckim, pochowany na tamtejszym cmentarzu.
Jego żoną była Maria Zofia Onufrowicz-Płoska. Mieli jednego syna, Witolda.

## Dzieła
- Wspomnienia. Czasy uniwersyteckie. Płock 1938.

## Ordery i odznaczenia
- Krzyż Komandorski Orderu Odrodzenia Polski (10 listopada 1928)[1]

## Upamiętnienie
W Płocku znajduje się ulica Edmunda Płoskiego. W Makowie Mazowieckim na jednej z pierzei rynku znajduje się upamiętniająca go tablica.